# Kuća Matijević u Hvaru
Kuća Matijević, u gradiću Hvaru, Grge Novaka 9, zaštićeno kulturno dobro.

## Opis dobra
Jedna od nekoliko tipičnih gotičkih kuća koje na prvom katu imaju biforu s ukrasnim elementom tordiranog konopa. Smještena je u bloku, jedino je južno pročelje otvoreno. Pravokutnog je tlocrta, zaključena dvovodnim krovom. Slične bifore povezuju se s radionicom J. Dalmatinca i datiraju se u sredinu 15. stoljeća.

## Zaštita
Pod oznakom Z-6892 zavedena je kao nepokretno kulturno dobro - pojedinačno, pravna statusa zaštićena kulturnog dobra, klasificirano kao "stambene građevine".